# Gare de Mizunami
La gare de Mizunami (瑞浪駅, Mizunami-eki) est une gare ferroviaire de la ville de Mizunami, dans la préfecture de Gifu au Japon. La gare est exploitée par la compagnie JR Central.

## Situation ferroviaire
La gare de Mizunami est située au point kilométrique (PK) 346,8 de la ligne principale Chūō.

## Histoire
La gare de Mizunami a été inaugurée le 21 décembre 1902.

## Service des voyageurs

### Accueil
La gare dispose d'un bâtiment voyageurs, avec guichets, ouvert tous les jours.

### Desserte
- Ligne principale Chūō :
  - voies 1 et 3 : direction Nagoya
  - voie 2 : direction Nakatsugawa et Shiojiri